# Francesco Boffo
 (novembre 2022).
Si vous disposez d'ouvrages ou d'articles de référence ou si vous connaissez des sites web de qualité traitant du thème abordé ici, merci de compléter l'article en donnant les références utiles à sa vérifiabilité et en les liant à la section « Notes et références ».
Francesco Boffo  (en Sarde Boffa Francesco Carlo), né le 8 septembre 1796 à Arasio (Montagnola, Tessin, Suisse) et mort le 10 novembre 1867 à Kherson était un architecte  qui a œuvré dans l'Empire russe.
Il a travaillé pour Mikhaïl Semionovitch Vorontsov et de nombreuses constructions sont présentes autour d'Odessa.

## Galerie

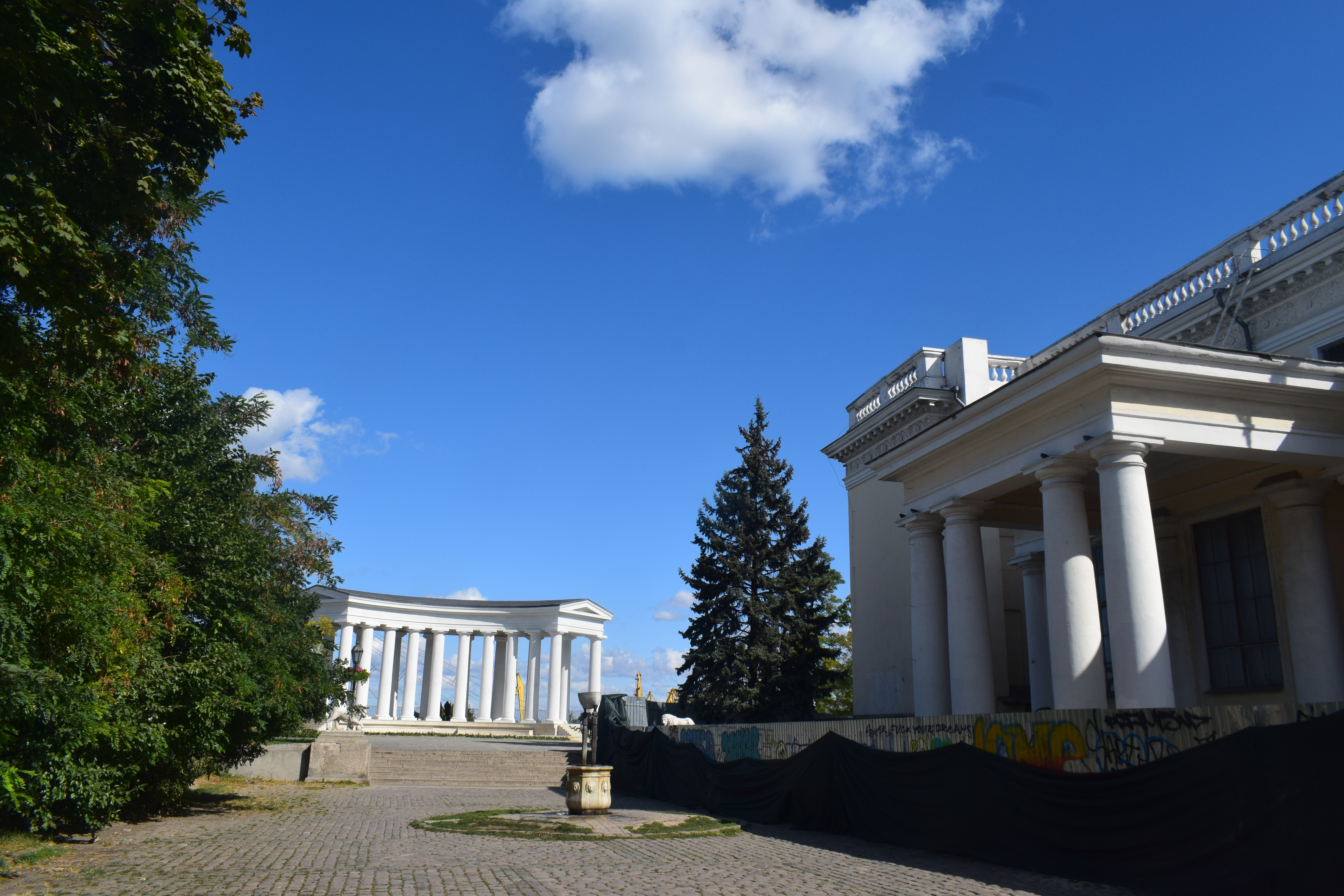
Palais Vorontsov (Odessa).
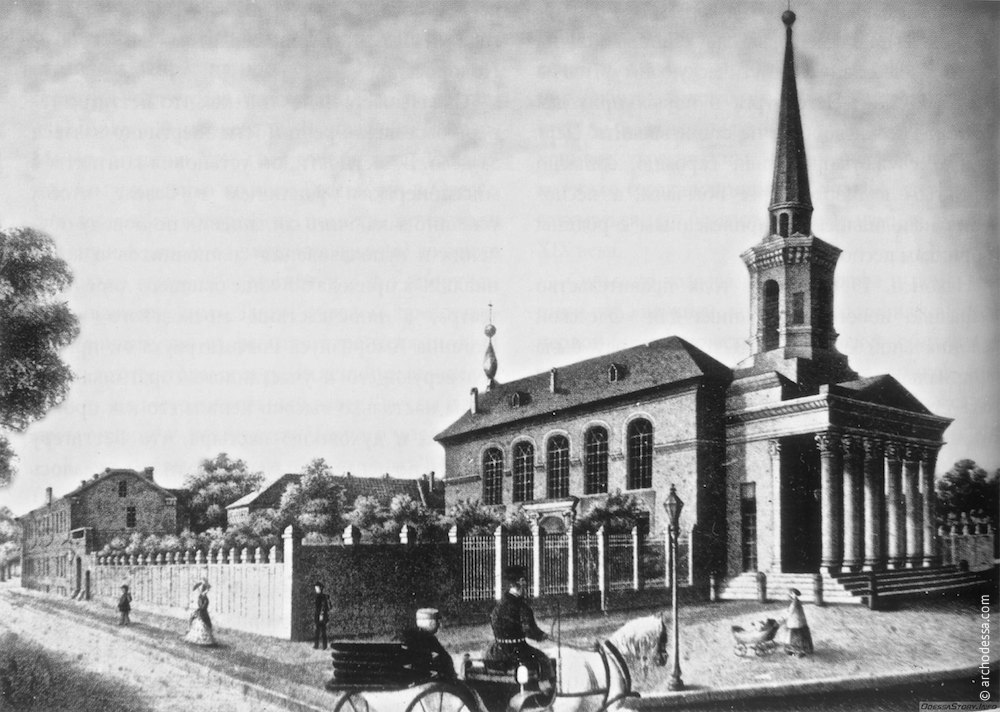
L'église luthérienne Saint-Paul d'Odessa.
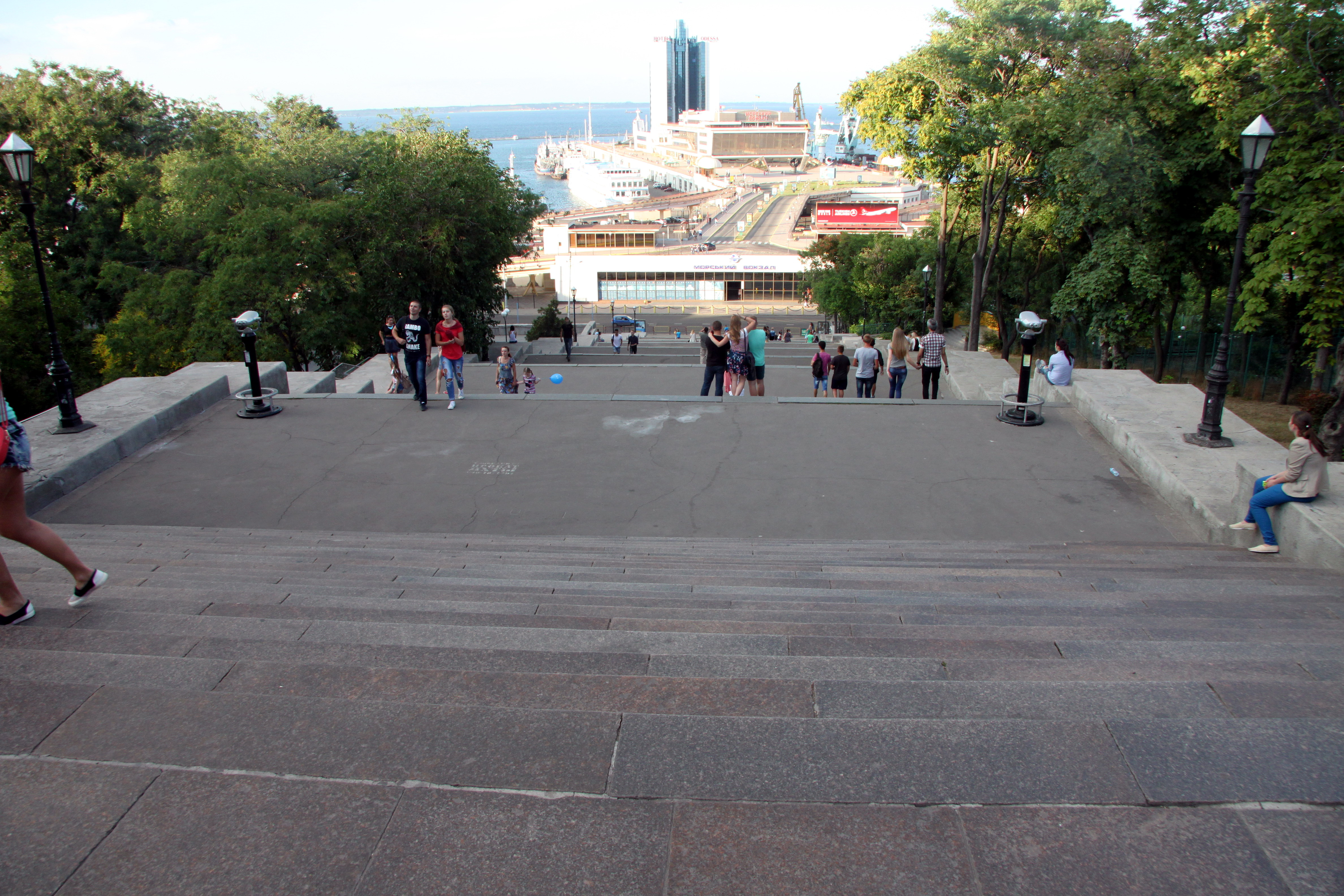
Escalier du Potemkine.
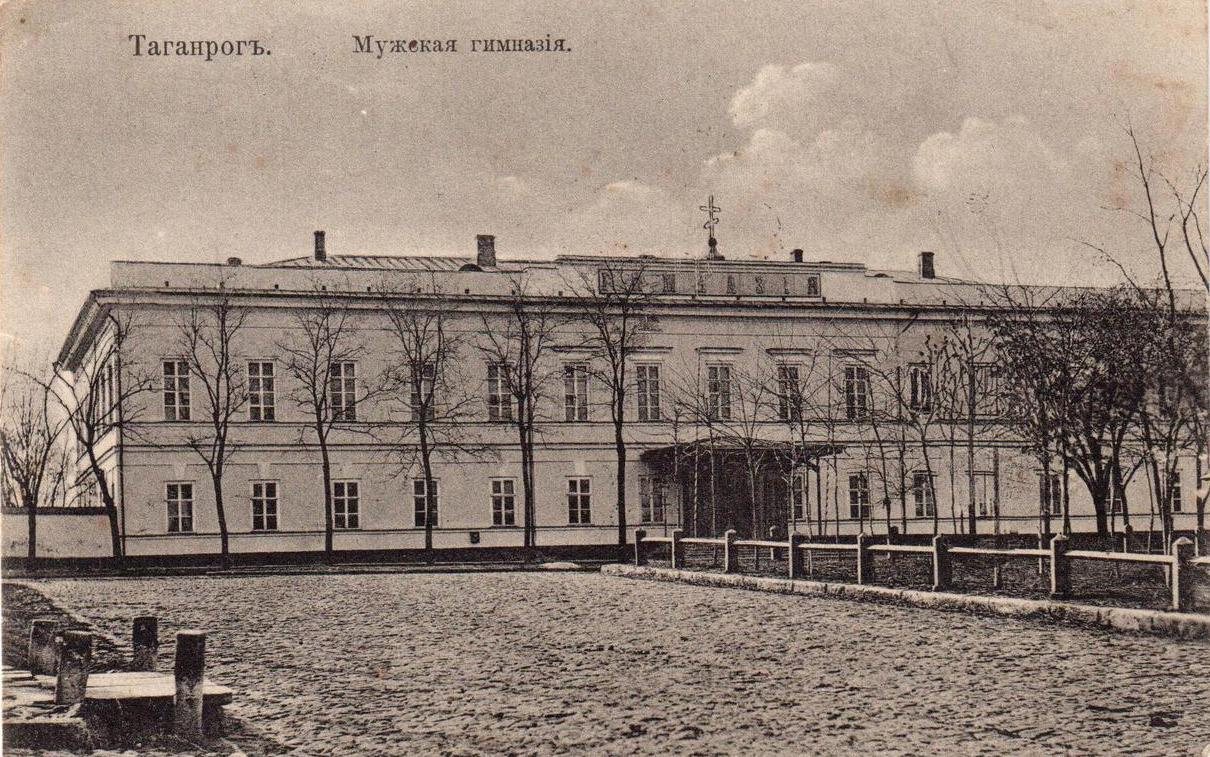
Le bâtiment du musée littéraire d'Anton Tchekhov.
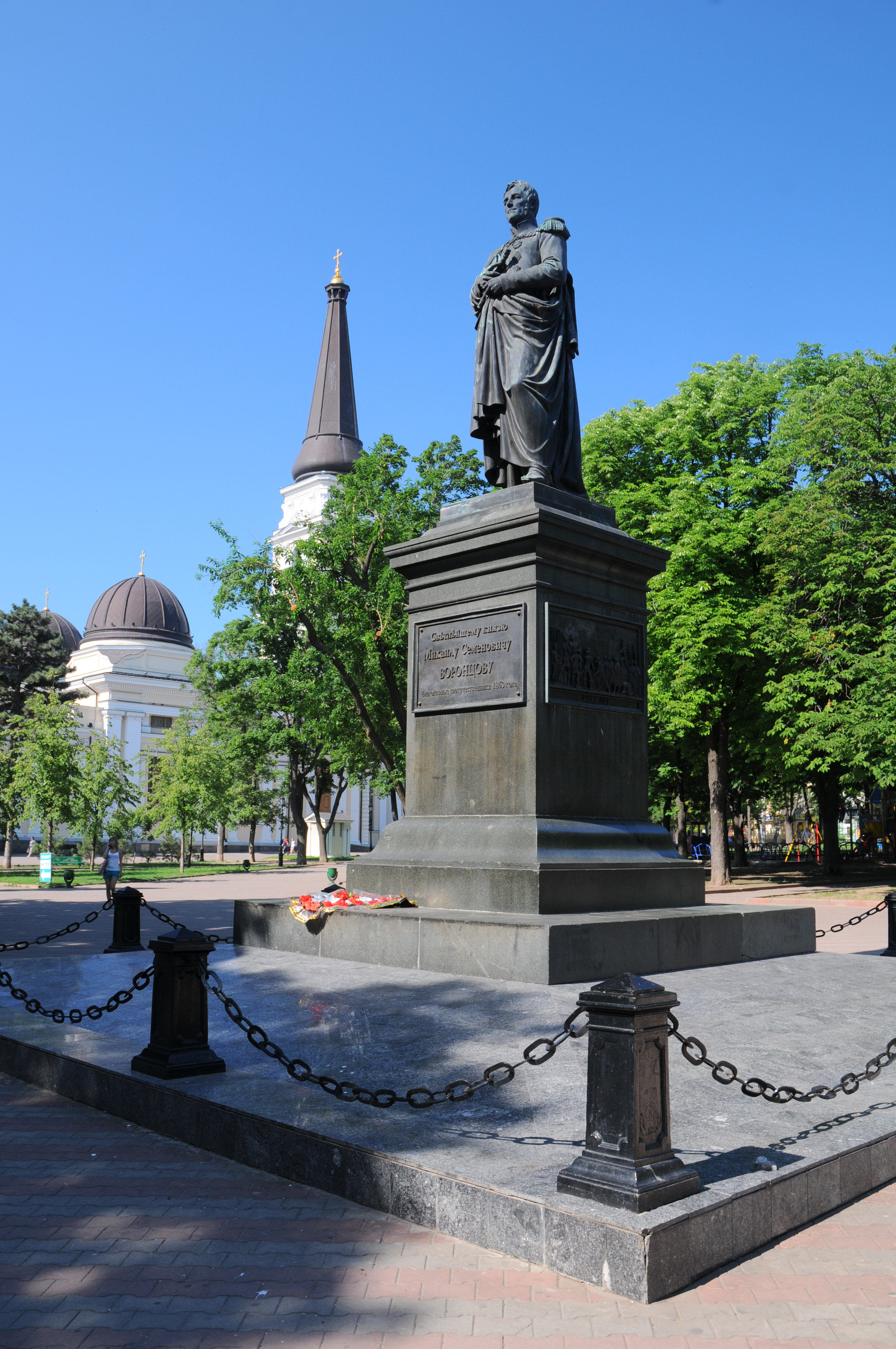
La statue de Voronstov.
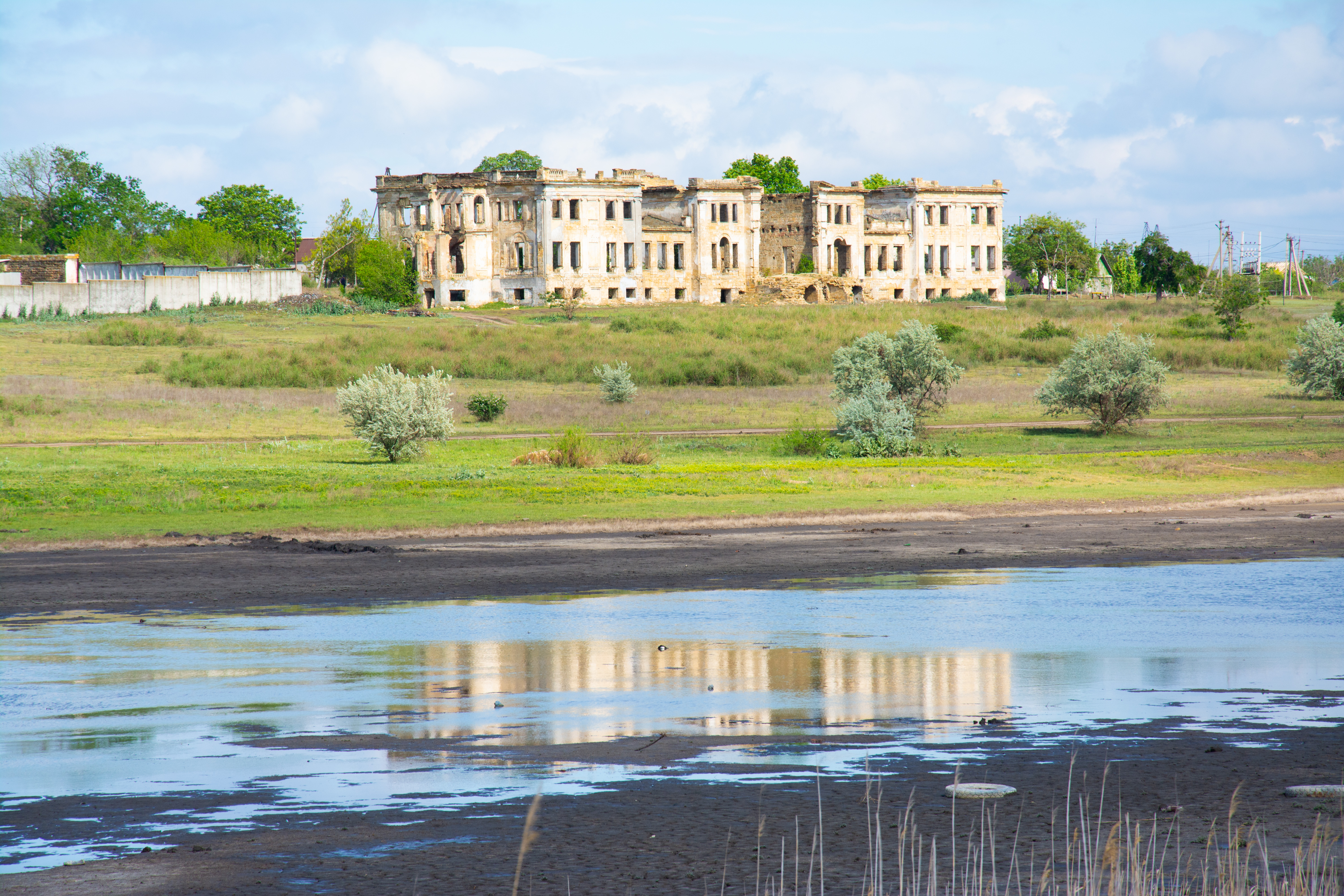
Le manoir Dubieki à Vassylivka du raïon d'Odessa.